# Benjamin Baker (ingeniero)
Sir Benjamin Baker (31 de marzo de 1840 - 19 de mayo de 1907) fue un ingeniero civil británico de la época victoriana. Contribuyó a desarrollar el pionero sistema de metro en Londres junto con el también ingeniero John Fowler, pero es conocido sobre todo por su trabajo en el puente de Forth. Realizó muchas otras contribuciones notables a la ingeniería civil, incluido su trabajo como perito judicial en la investigación pública sobre el desastre del puente ferroviario del Tay. Posteriormente, intervino en el diseño y la construcción de la primera presa de Asuán.

## Primeros años y carrera

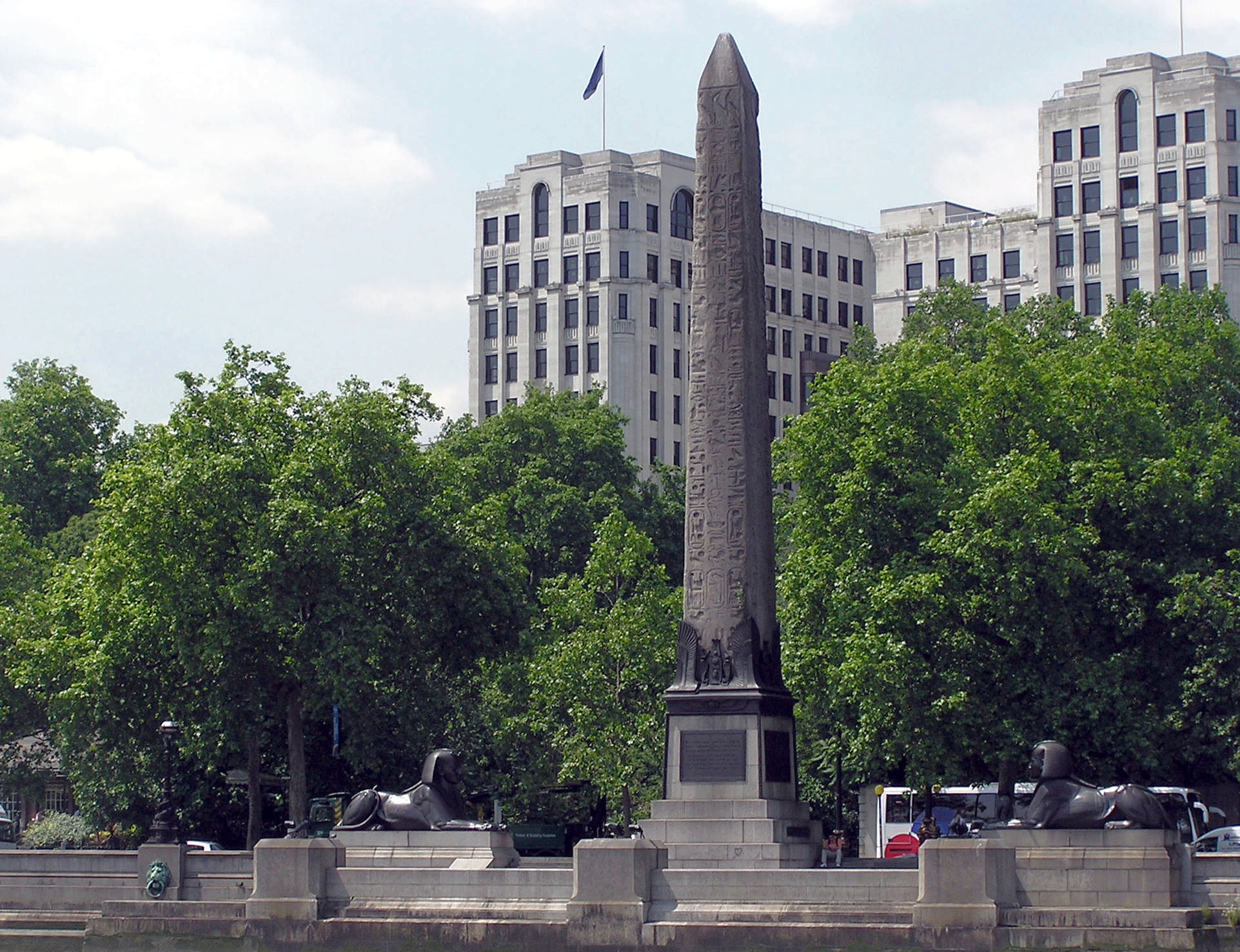
La "Aguja de Cleopatra" desde el río Támesis, Londres

Baker nació en Keyford, actualmente parte de Frome (Somerset) en 1840. Era hijo de Benjamin Baker, asistente principal en la Ferrería de Tondu, y de Sarah Hollis. Hay una placa en su casa en Butts Hill. Se educó en la Cheltenham Grammar School y, a la edad de 16 años, se convirtió en aprendiz en los Talleres de Ferrería de Messrs Price y Fox en Neath Abbey. Tras completar su aprendizaje, pasó dos años como asistente del Sr. W.H. Wilson, y más adelante se asoció con Sir John Fowler en Londres. Participó en la construcción del Ferrocarril Metropolitano de Londres. También intervino como perito judicial clave en la redacción de los informes relativos al desastre del puente del Tay, sucedido en 1879.
Diseñó el embalaje cilíndrico en el que se trajo desde Egipto a Inglaterra en 1877-1878 la aguja de Cleopatra, un obelisco que ahora se encuentra en el encauzamiento del Támesis en Londres.
A lo largo de su carrera adquirió una vasta experiencia profesional que abarcó casi todas las ramas de la ingeniería civil, y estuvo más o menos directamente relacionado con la mayoría de los grandes logros de ingeniería de su época.

## Puentes

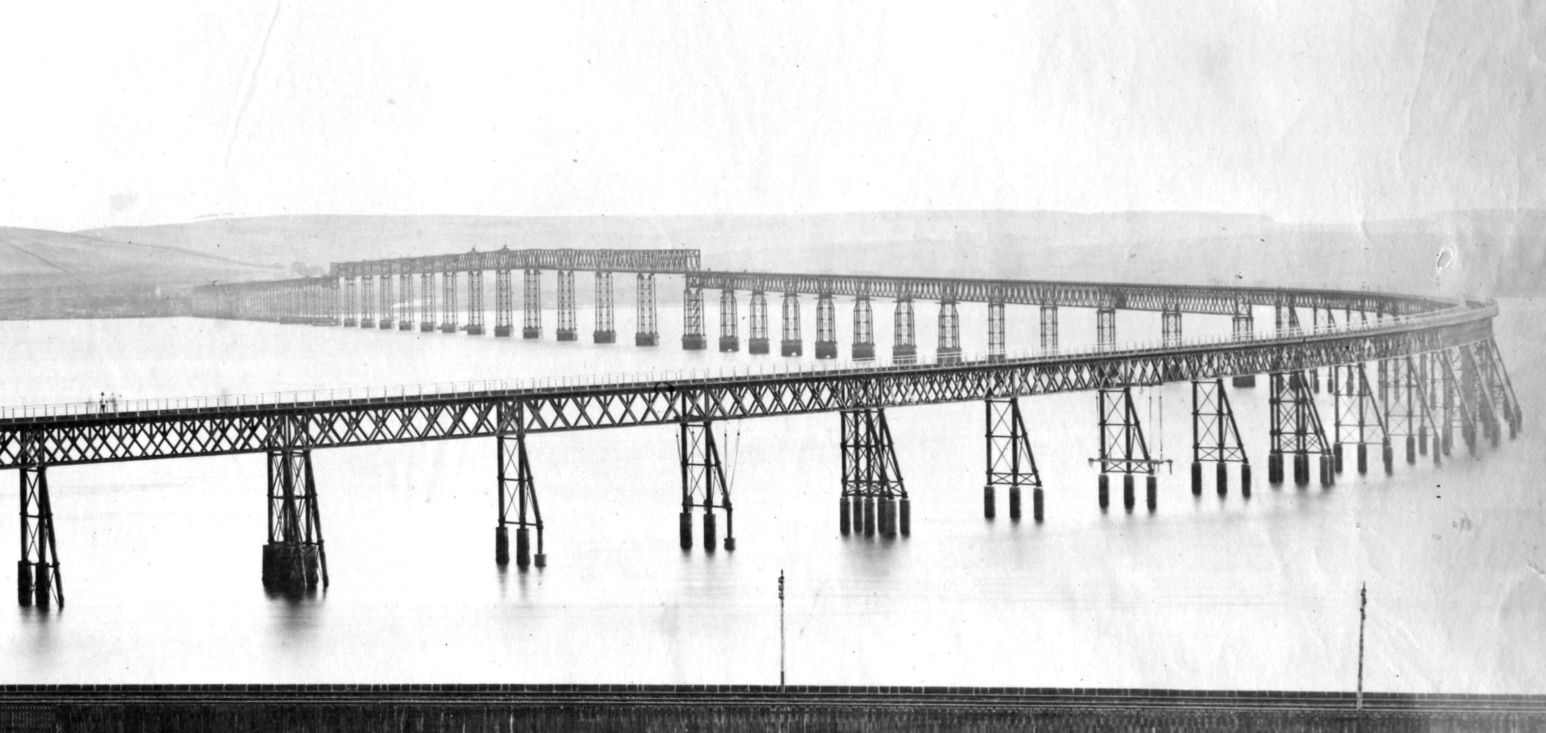
Puente del Tay original visto desde el norte

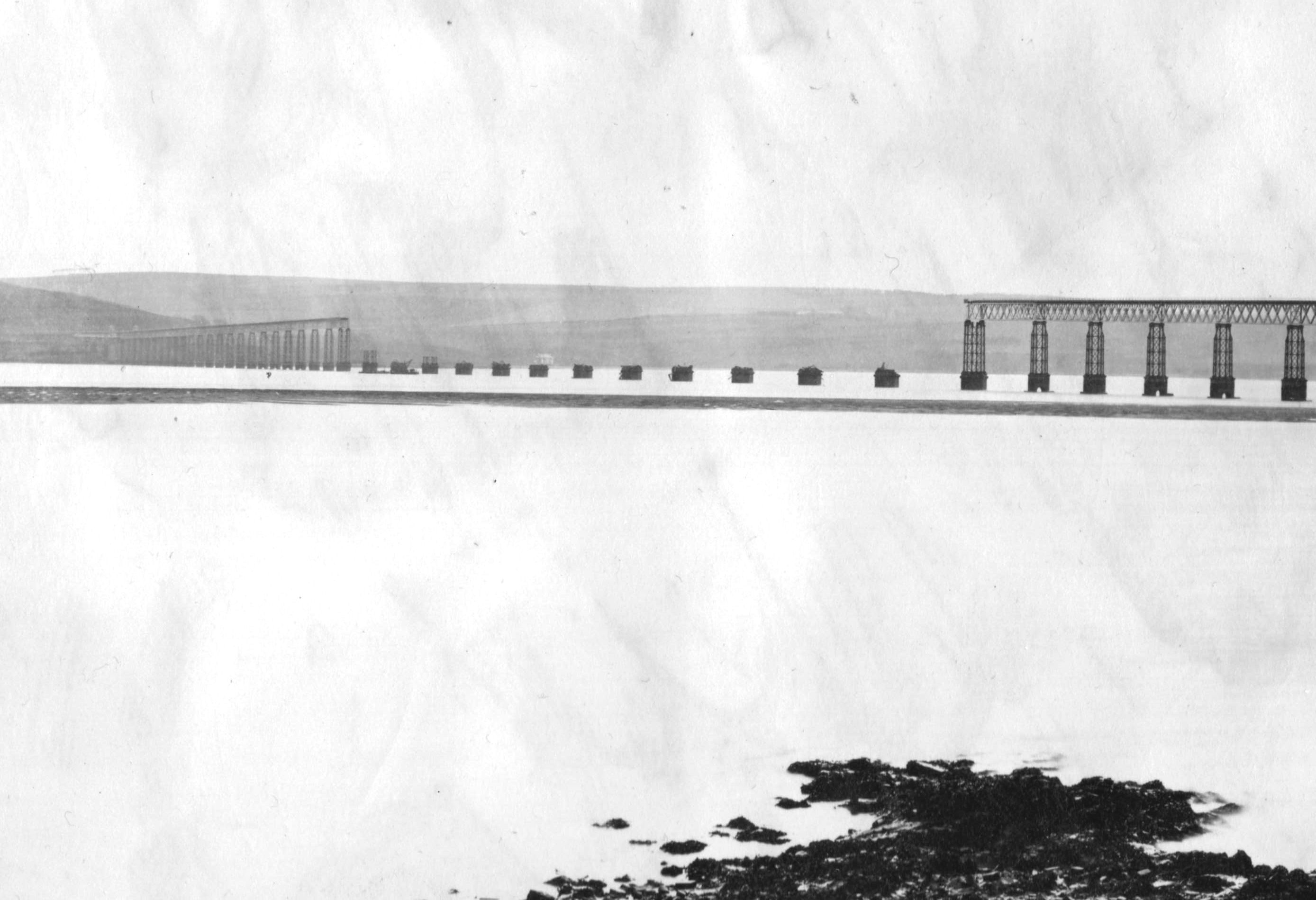
Puente del Tay tras derrumbarse, visto desde el norte

Publicó en la década de 1870 un libro sobre puentes ferroviarios de gran longitud, en el que abogó de forma premonitoria por la introducción del acero en su construcción y demostró que era posible obtener luces mucho más largas con este material. El libro es notablemente profético sobre la forma en que las propiedades del acero podrían explotarse en las estructuras.

### Desastre del puente del Tay
En 1880, Baker fue llamado como perito judicial para la investigación del desastre del puente ferroviario del Tay, en el que parte de la estructura colapsó y se derrumbó sobre el agua. Aunque actuaba en nombre de Thomas Bouch, el constructor del colapsado puente ferroviario sobre el Tay, desempeñó su papel con independencia y tenacidad. Testificó en contra de la teoría de que el puente hubiera sido derribado por el viento esa noche, y realizó un estudio meticuloso de las estructuras del propio viaducto y de otros puentes cercanos, y concluyó que la velocidad del viento no era excesiva la noche del desastre. El análisis oficial del hundimiento del puente sugirió que se necesitaba una presión de viento de más de 30 libras por pie cuadrado para provocar el colapso de la estructura. Baker examinó estructuras más pequeñas situadas en las inmediaciones del puente y concluyó que la presión no podría haber excedido las 15 libras por pie cuadrado en la noche en la que se produjo el desastre.

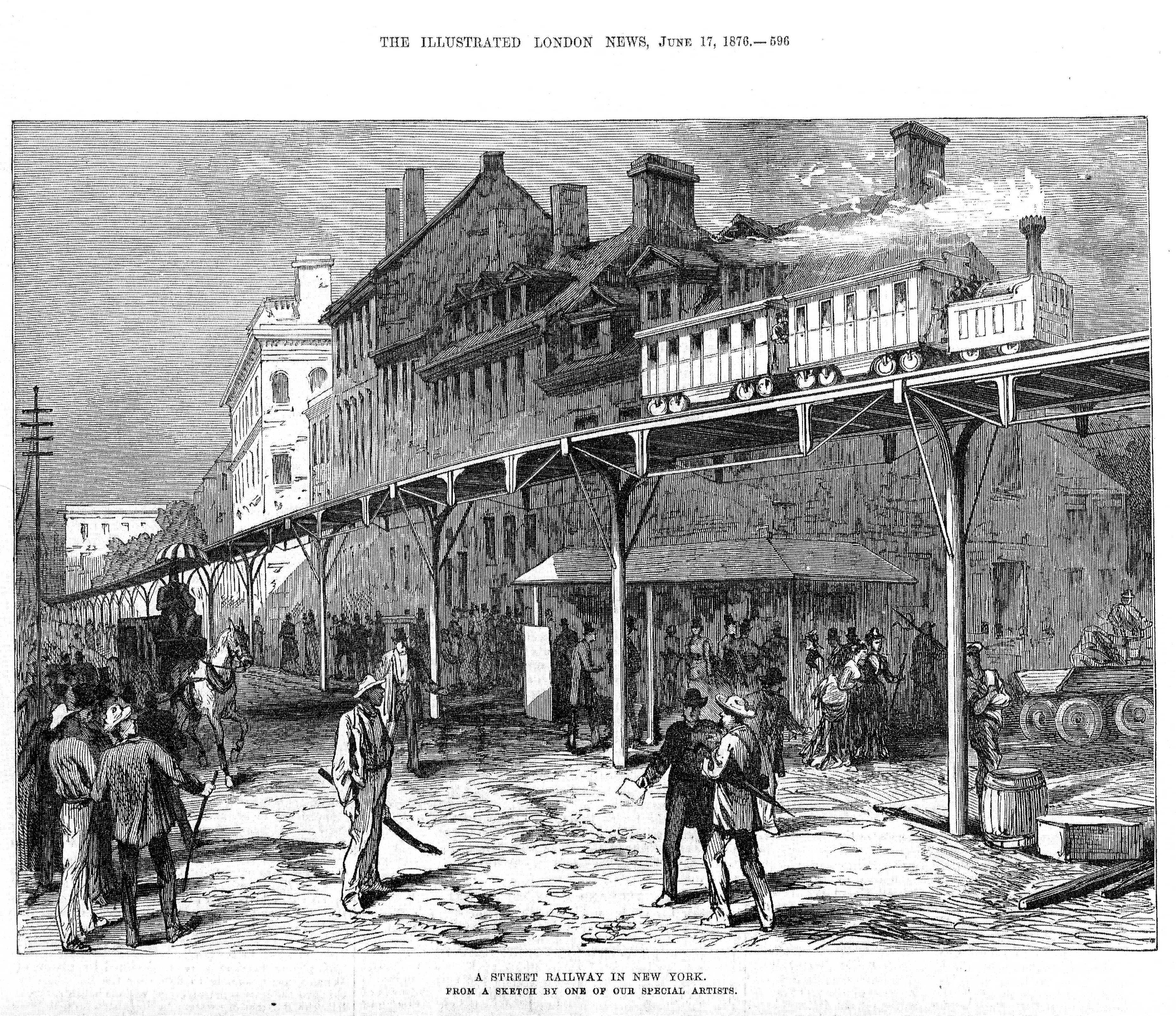
Ferrocarril de la Calle A en Nueva York (1876)

Baker señaló en su declaración ante el tribunal que había construido alrededor de 12 millas (19,3 km) de viaductos ferroviarios, refiriéndose en concreto a su diseño del tren elevado en la ciudad de Nueva York en 1868, parte del cual aún se mantiene en Manhattan (aunque ya no circulan los trenes por él, y se ha transformado en un paseo peatonal).
En ese momento ya se había establecido como una autoridad en la construcción de puentes. Poco después se involucró en la obra que le dio fama entre el gran público: el diseño y montaje del puente de Forth (1890) en colaboración con John Fowler y William Arrol. Era un diseño casi único configurado como un gran puente en ménsula, y estaba construido completamente en acero, otra innovación sin precedentes en el Reino Unido en la ingeniería de puentes. La rigidez de la estructura se obtenía mediante tubos huecos que se remachaban entre sí para formar uniones sólidas. Baker promocionó su diseño en numerosas conferencias públicas y organizó demostraciones de la estabilidad del diseño en voladizo utilizando a sus asistentes como auxiliares en los escenarios en los que organizaba sus presentaciones.

### Puente de Forth

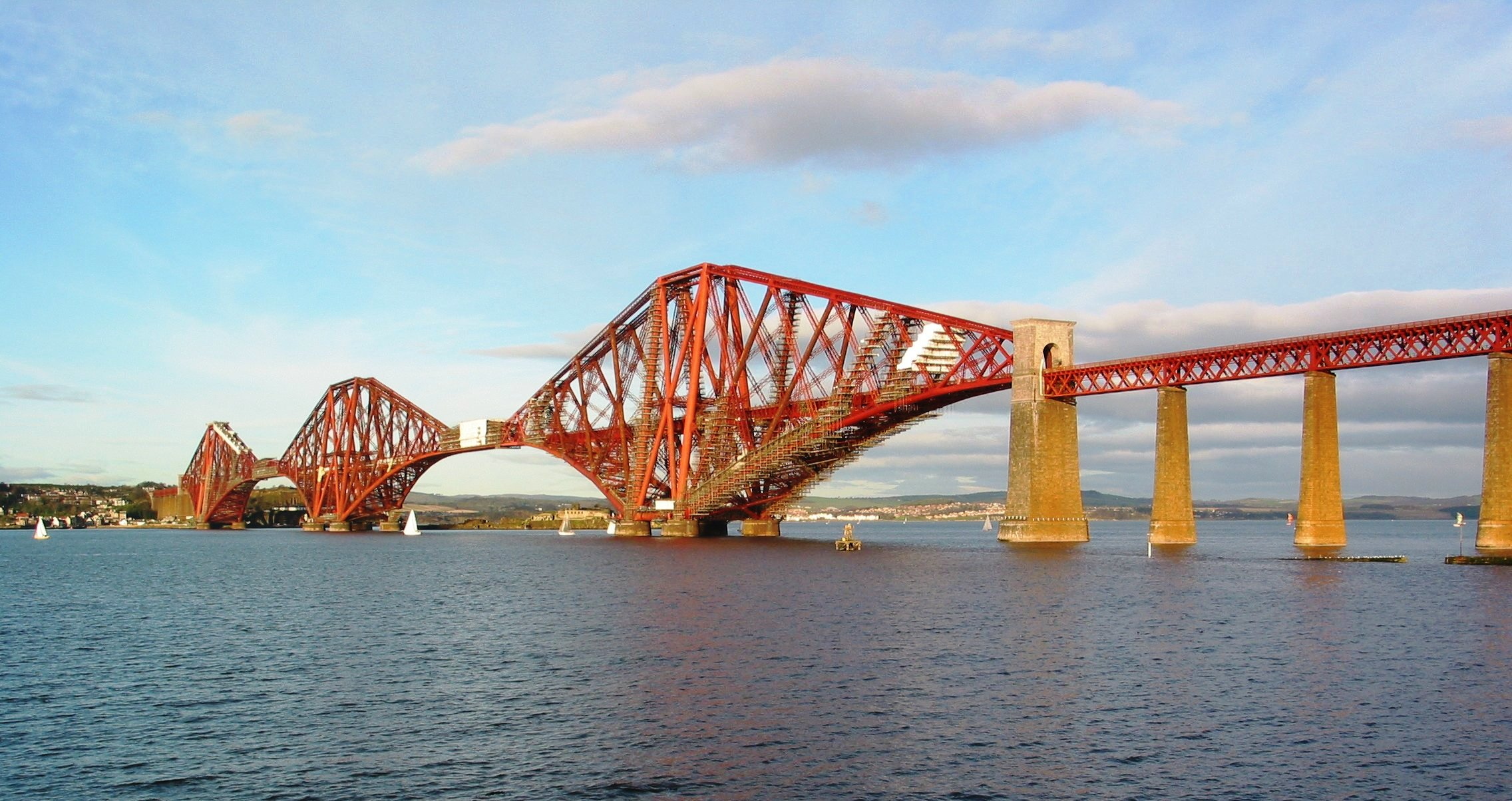
Puente de Forth

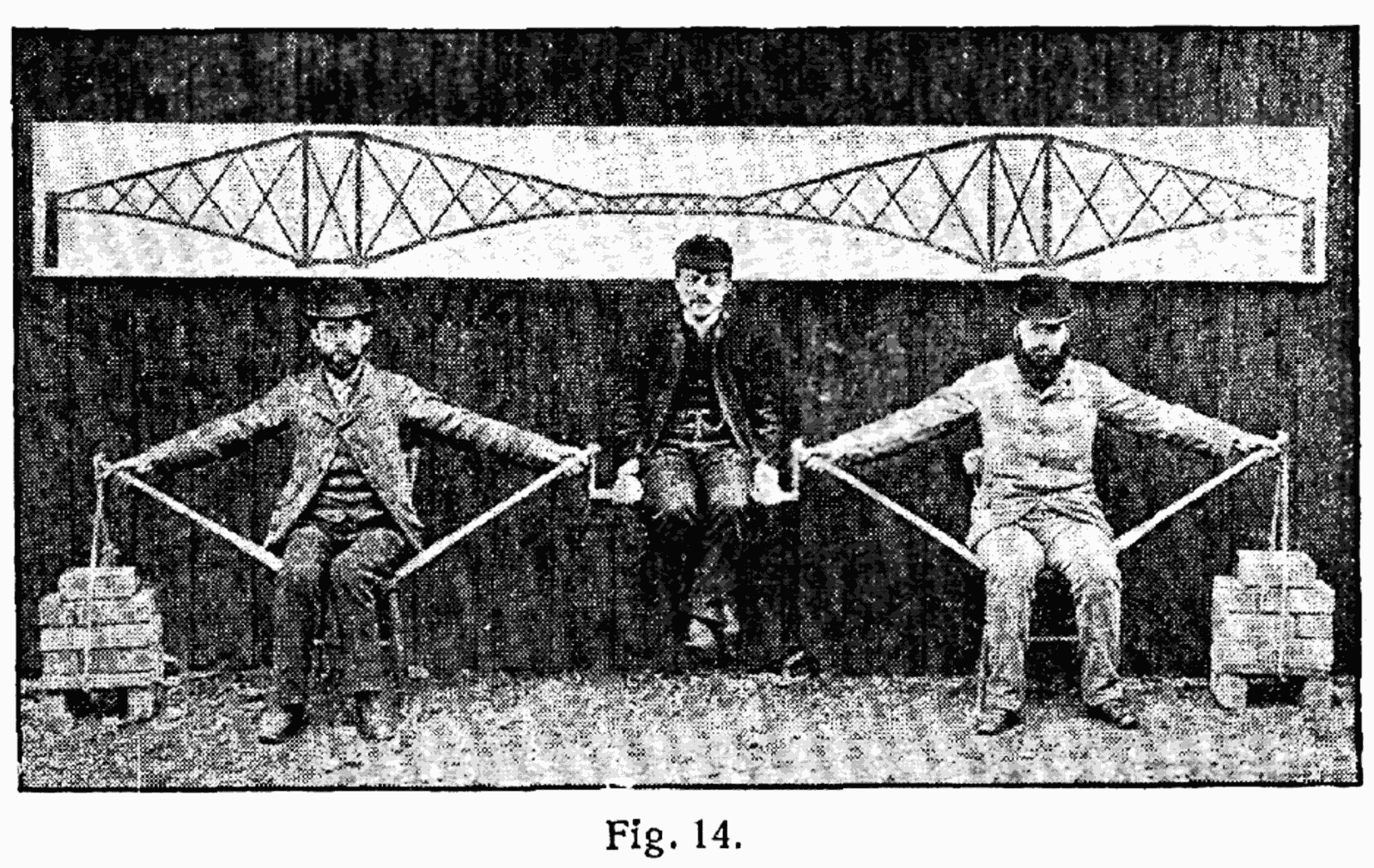
Demostración de la estabilidad de los voladizos

Junto con John Fowler diseñó y construyó el puente de Forth, un novedoso tipo de estructura que permitió superar todas las deficiencias que poco tiempo antes habían provocado el colapso del puente del Tay. Baker dio numerosas conferencias acerca de su puente en ménsula, explicando los principios que se encontraban detrás de su diseño. El contrato para el cruce ferroviario del fiordo de Forth en Escocia se le había adjudicado originalmente a Thomas Bouch, pero se canceló después de hacerse públicas las conclusiones de la "Investigación sobre el Desastre del Puente del Tay" en junio de 1880. El puente de Forth se construiría completamente en acero, un material mucho más resistente que el hierro fundido empleado en el puente que se había derrumbado. Usó tubos de acero huecos para crear el voladizo, convirtiéndose en el puente más grande de su tipo en el mundo, y pasando a ser considerado una maravilla de la ingeniería. Con una longitud total de 8296 pies (2528,6 m), la vía doble se eleva 151 pies (46,0 m) por encima de la marea alta. Consta de dos tramos principales de 1710 pies (521,2 m), dos tramos laterales de 675 pies (205,7 m), 15 tramos de aproximación de 168 pies (51,2 m) y cinco de 25 pies (7,6 m)). Cada tramo principal está formado por dos brazos en voladizo de 210 m (680 pies) de longitud que soportan una viga de celosía central de 110 m (350 pies). Las tres grandes estructuras en voladizo miden 340 pies (104 m) de altura, y cada una descansa sobre cuatro plataformas separadas de 70 pies (21 m) de diámetro cada una. El grupo sur de cimentaciones tuvo que construirse empleando cajones presurizados, a una profundidad de 90 ft (27 m). En su etapa de construcción de mayor actividad se emplearon aproximadamente 4.600 trabajadores. Inicialmente, se registró que se perdieron 57 vidas durante las obras, aunque después de una extensa investigación realizada por historiadores locales, la cifra se ha revisado hasta alcanzar las 98 víctimas mortales. Ocho hombres que cayeron del puente fueron rescatados por botes colocados en el río debajo de las zonas de trabajo. Se utilizaron más de 55.000 toneladas de acero, así como 18.122 m³ de granito y más de ocho millones de remaches. El puente fue inaugurado el 4 de marzo de 1890 por el Príncipe de Gales, más adelante coronado como el rey Eduardo VII, quien clavó el último remache, que estaba chapado en oro y debidamente inscrito. Un análisis contemporáneo de los de materiales del puente (realizado hacia 2002), encontró que el acero del puente es de buena calidad, con unas características muy homogéneas.
El uso de un voladizo en el diseño de puentes no era una idea nueva, pero la escala de la empresa de Baker lo convirtió en un logro pionero, seguido posteriormente en diferentes partes del mundo. Gran parte del trabajo realizado no tenía precedentes, incluidos los cálculos de la incidencia de las tensiones de montaje, las disposiciones para reducir los costos de mantenimiento futuros, los cálculos de las presiones del viento puestas en evidencia por el desastre del puente del Tay, o el efecto de las tensiones generadas por los cambios de temperatura en el puente.
Siempre que fue posible, la estructura aprovechó la proximidad de elementos naturales existentes como el islote de Inchgarvie, los promontorios localizados a ambos lados del estuario en este punto, y también las altas orillas. Los restos de los trabajos preliminares del viaducto cancelado de Thomas Bouch también se pueden ver en el islote.
El puente tiene un límite de velocidad de 50 mph (80 km/h) para trenes de pasajeros y de 20 mph (32 km/h) para trenes de mercancías. El límite de peso para cualquier tren en el puente es de 1.422 toneladas, aunque no se aplica a los frecuentes trenes de carbón, siempre que dos de estos trenes no ocupen el puente simultáneamente. El código de disponibilidad de la ruta es RA8, lo que significa que cualquier locomotora actual apta para circular en el Reino Unido puede usar el puente, que fue diseñado para permitir el paso de locomotoras de vapor más pesadas. Hasta entre 190 y 200 trenes por día cruzaron el puente en 2006. Una estructura como el puente de Forth requiere mantenimiento constante, para lo que se dispone de un taller de mantenimiento y de un patio de maquinaria, además de la "colonia" ferroviaria de unas cincuenta casas en la estación de Dalmeny.
"Pintar el puente de Forth" es una expresión coloquial utilizada en Gran Bretaña para hacer referencia a una tarea interminable (una interpretación moderna del mito de Sísifo), acuñada sobre la creencia errónea de que antiguamente era necesario volver a pintarlo de continuo, tarea que se comenzaba inmediatamente después de haberse completado el repintado anterior. Según un informe de New Civil Engineer de 2004, tal práctica nunca existió, aunque bajo la administración de British Rail, y ya desde antes, el puente tenía un equipo de mantenimiento permanente.
En 2002 se adjudicó un contrato con el propósito de pintar el puente, que se esperaba que durase hasta marzo de 2009, lo que implicaba la aplicación de unos 20.000 m2 de pintura a un costo estimado de 13 millones de libras al año. Se esperaba que esta nueva capa de pintura tuviera una vida útil de al menos 25 años. En 2008, el costo total se revisó al alza a 180 millones, y se esperaba poder terminar el trabajo en 2012. En un informe elaborado por JE Jacobs, Grant Thornton International y Faber Maunsell en 2007 (cuando estaban analizando las opciones alternativas para construir un segundo cruce de carretera), se afirmaba que la vida útil estimada del puente de Forth superaba los 100 años.

## La Antigua Presa de Asuán

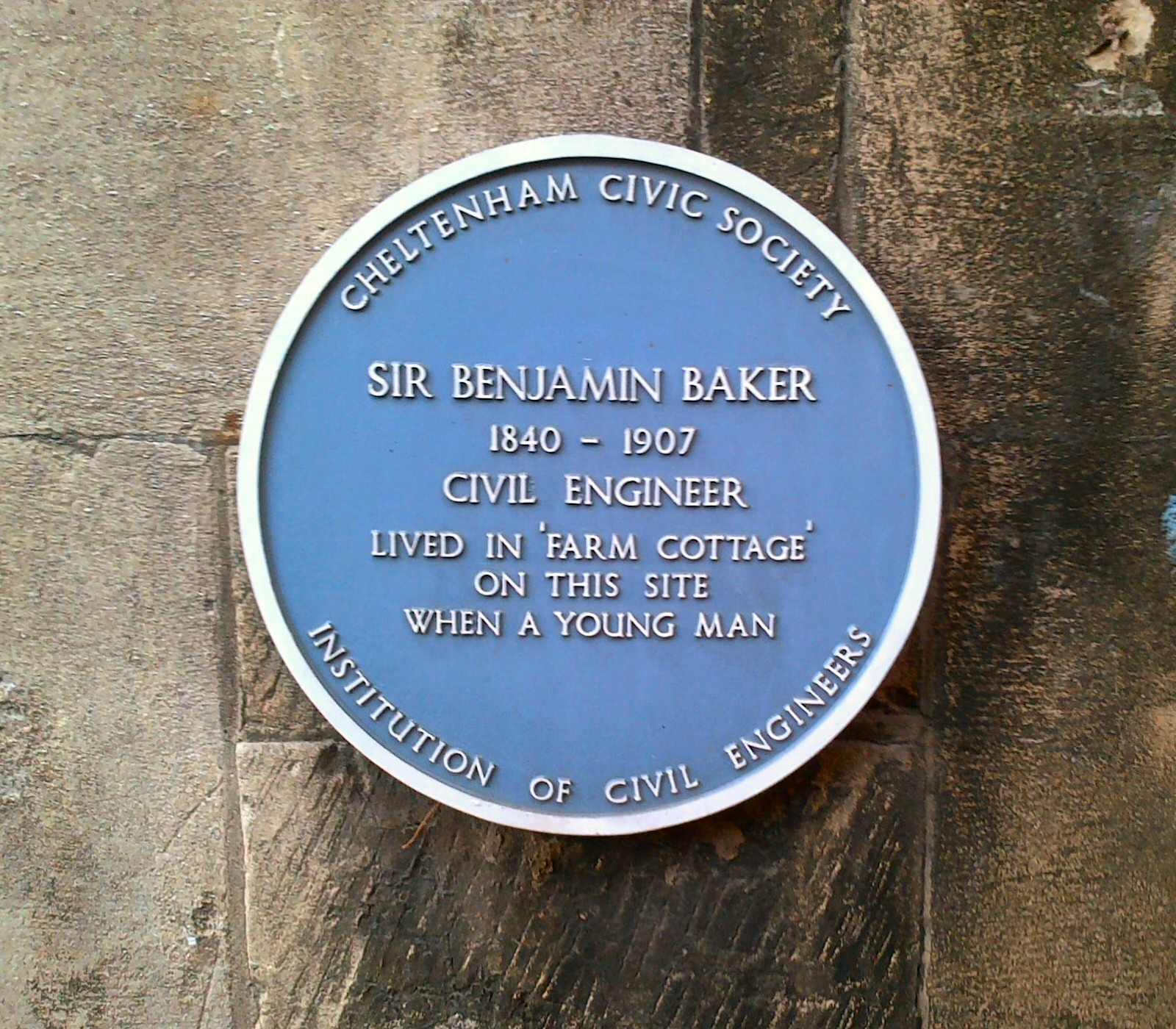
Placa azul en Cheltenham, en el edificio que fue residencia de Baker

Después de su victoria de 1882 en la guerra que condujo a la ocupación de Egipto, los británicos comenzaron la construcción de la primera presa a través del Nilo en 1898, cuyas obras duraron hasta 1902. La presa baja de Asuán fue inaugurada el 10 de diciembre de 1902 por Arturo de Connaught. El proyecto fue diseñado por Sir William Willcocks e involucró a varios ingenieros eminentes de la época, como el propio Baker y Sir John Aird, cuya empresa John Aird & Co. sería el contratista principal de la obra.

## Ferrocarriles subterráneos
Baker desempeñó un papel importante en la introducción del sistema ampliamente adoptado en Londres de construir ferrocarriles subterráneos mediante túneles tubulares profundos empleando segmentos de hierro fundido. También estuvo involucrado en un plan fallido propuesto por el Ferrocarril del Noroeste de Londres en 1899 para construir una línea de metro en el noroeste de Londres.

## Torre de Watkin
El magnate ferroviario británico Edward Watkin decidió construir en 1891 una torre metálica más alta que la torre Eiffel (que sería conocida como la torre de Watkin), con el objeto de servir de reclamo turístico que atrajera visitantes a través de una de sus líneas de ferrocarril al parque de recreo de Wembley Park, situado en las inmediaciones de Londres. Watkin formó una empresa para administrar el proyecto, la International Tower Construction Company, y para supervisar la construcción nombró a Baker. Sin embargo, las obras se detuvieron por problemas económicos en 1895 y la torre nunca se terminó, siendo demolida hasta los cimientos en 1907.

## Escritor
También fue autor de muchos artículos sobre temas de ingeniería. En 1872 escribió una serie de artículos titulados "The Strength of Brickwork" (La resistencia de las obras de ladrillo). En estos artículos, Baker argumentó que la resistencia a tracción del cemento no debía ignorarse al calcular la resistencia de las obras ladrillo, argumentando que si no se tenía en cuenta la contribución del cemento, varias estructuras de su tiempo deberían haberse derrumbado.

## Fallecimiento
Baker murió en Pangbourne, Berkshire, donde vivió en sus últimos años, y fue enterrado en el pueblo de Idbury en Oxfordshire.

## Reconocimientos
- Al completar el puente de Forth en 1890, fue nombrado Caballero Comandante de la Orden de San Miguel y San Jorge (KCMG).[9]
- En el mismo año, la Royal Society reconoció sus logros científicos al elegirlo como uno de sus miembros.
- En 1892, la Academia de Ciencias de Francia reconoció el trabajo de Fowler y Baker mediante la concesión conjunta del Premio Poncelet. Baker recibió 2000 francos porque se duplicó el dinero del premio.[10]
- Diez años después, en la inauguración formal de la primera presa de Asuán, en la que intervino como ingeniero consultor, fue nombrado Caballero Comandante de la Orden del Baño (KCB).[11]
- Presidió la Institución de Ingenieros Civiles entre mayo de 1895 y junio de 1896.[12]
- Sería elegido miembro honorario extranjero de la Academia Estadounidense de las Artes y las Ciencias en 1899[13] y miembro honorario de la Real Sociedad de Edimburgo en 1902.
- Se le conmemora en una vidriera situada en el lado norte de la nave de la Abadía de Westminster.[14]